# Пронин, Александр Иванович
Александр Иванович Пронин (23 февраля 1938, с. Пиксанкино, Шемышейский район, Пензенская область — 6 апреля 2022, Пенза) — советский и российский сотрудник правоохранительных органов и государственный деятель. Начальник Управления внутренних дел по Пензенской области с марта 1983 по август 1998 гг. Генерал-майор милиции.

## Биография
Родился 23 февраля 1938 года в селе Пиксанкино Шемышейского района Пензенской области. Рос в многодетной семье.
Окончил Шемышейскую среднюю школу (1956), техническое училище в Пензе (1957) по специальности «электромонтажник сложной радиоаппаратуры», Пензенский приборостроительный техникум (1962), Московскую Высшую партийную школу (1972). Прошёл множество курсов при Академии МВД СССР.
Трудовую деятельность начал в 1956 году на заводе САМ (позднее ВЭМ) электромонтажником сложной аппаратуры, был занят на производстве деталей для грузовых машин типа «Урал».
В 1957—1960 гг. служил в Советской Армии в Центральной группе советских войск в ГДР.
В 1959 году вступил в КПСС.
В 1960—1963 гг. работал на ВЭМе, в 1963—1965 гг. — мастер производственного обучения технического училища, где в 1965 году был избран секретарем комитета комсомола. В том же году назначен инструктором, а в 1967 году — заведующим организационным отделом Октябрьского райкома КПСС г. Пензы.
В декабре 1974 г. по представлению Пензенского бюро Обкома КПСС был назначен начальником отдела политико-воспитательной работы УВД Пензенского облисполкома в звании майора милиции.
В декабре 1975 был избран секретарем парткома УВД Пензенского облисполкома.
В 1976—1983 гг. — заместитель начальника УВД Пензенского облисполкома по кадрам и воспитательной работе.
В 1986 году присвоено звание генерал-майора милиции.
С марта 1983 г. по август 1998 г. — начальник Управления внутренних дел по Пензенской области.
За время работы в милиции 5 раз руководил операциями по освобождению заложников, первая из которых была в 1987 году. В ходе операции по освобождению заложников в ИТК-5 в 1998 командир спецотряда А. А. Сергеев был посмертно представлен к званию Героя РФ, став вторым в истории России, получившим это высокое звание. Особо значим вклад роль А. И. Пронина в создание Управления по борьбе с организованной преступностью (УБОП) по Пензенской области, отдела «К», организации регионального подразделения ОМОН. Во многом благодаря А. И. Пронину в 1994 году на базе Учебного центра при УВД было создано Пензенское отделение заочного обучения Саратовской высшей школы МВД РФ по подготовке юристов средней квалификации, что позволило повысить квалификационные категории сотрудников органов внутренних дел. В 1990-х гг. под руководством А. И. Пронина были реконструированы и построены почти все районные отделения милиции в Пензенской области.
Не стало 6 апреля 2022 года.

## Награды
Государственные
- Орден Почёта (1998);
- Медаль «Ветеран труда»;
- Медаль «В ознаменование 100-летия со дня рождения Владимира Ильича Ленина» (1970).

Ведомственные
- Медаль «За безупречную службу» I,II и III степени;
- Именное оружие — пистолет Макарова (1994);
- Медаль «За отличие в службе» (МВД) I степени;
- Медаль «200 лет МВД России»;
- медаль «100 лет милиции России»[3].